# 米勒-拉宾检验
米勒-拉賓質數判定法（英語：Miller–Rabin primality test）是一种質數判定法則，利用随机化算法判断一个数是合数还是可能是素数。1976年，卡内基梅隆大学的计算机系教授蓋瑞·米勒首先提出了基于广义黎曼猜想的确定性算法，由于广义黎曼猜想并没有被证明，於1980年，由以色列耶路撒冷希伯來大學的教授作出修改，提出了不依赖于该假设的随机化算法。

## 概念
首先介绍一个相关的引理。我们发现 {\displaystyle 1^{2}{\bmod {p}}} 和 {\displaystyle (-1)^{2}{\bmod {p}}} 总是得到 {\displaystyle 1}，我们称 {\displaystyle -1} 和 {\displaystyle 1} 是 {\displaystyle 1{\bmod {p}}} 的“平凡平方根”，当 {\displaystyle p} 是素数且 {\displaystyle p>2} 时，不存在 {\displaystyle 1{\bmod {p}}} 的“非平凡平方根”。为了证明该引理，首先假设 {\displaystyle x} 是 {\displaystyle 1{\bmod {p}}} 的平方根之一，于是有
{\displaystyle x^{2}\equiv 1{\pmod {p}}}
{\displaystyle (x+1)(x-1)\equiv 0{\pmod {p}}}
也就是说，素数 {\displaystyle p} 能够整除 {\displaystyle (x-1)(x+1)} 或者 {\displaystyle x=p-1}，根据欧几里得引理，{\displaystyle x-1} 或者 {\displaystyle x+1} 能够被 {\displaystyle p} 整除，即 {\displaystyle x\equiv 1{\pmod {p}}} 或 {\displaystyle x\equiv -1{\pmod {p}}},
即 {\displaystyle x} 是 {\displaystyle 1{\bmod {p}}} 的平凡平方根。
现在假设 {\displaystyle n} 是一个素数，且 {\displaystyle n>2}。于是 {\displaystyle n-1} 是一个偶数，可以被表示为 {\displaystyle 2^{s}*d} 的形式，{\displaystyle s} 和 {\displaystyle d} 都是正整数且{\displaystyle d}是奇数。对任意在 {\displaystyle (Z/nZ)^{*}} 范围内的 {\displaystyle a}，必须满足以下两种形式的一种：
{\displaystyle a^{d}\equiv 1{\pmod {n}}{\text{    ①    }}}
{\displaystyle a^{2^{r}d}\equiv -1{\pmod {n}}{\text{    ②   }}}
其中 {\displaystyle r} 是某个满足 {\displaystyle 0\leq r\leq s-1} 的整数。
因为由于 费马小定理 ，对于一个素数 {\displaystyle n} ，有
{\displaystyle a^{n-1}\equiv 1{\pmod {n}}}
又由于上面的引理，如果我们不断对{\displaystyle a^{n-1}}取平方根后，我们总会得到 {\displaystyle 1} 和 {\displaystyle -1}。如果我们得到了 {\displaystyle -1} ，意味着②式成立，{\displaystyle n} 是一个素数。如果我们从未得到 {\displaystyle -1} ，那么通过这个过程我们已经取遍了所有 {\displaystyle 2} 的幂次，即①式成立。
米勒-拉宾素性测试就是基于上述原理的逆否，也就是说，如果我们能找到这样一个 {\displaystyle a}，使得对任意{\displaystyle 0\leq r\leq s-1}以下两个式子均满足：
{\displaystyle a^{d}\not \equiv 1{\pmod {n}}}{\displaystyle a^{2^{r}d}\not \equiv -1{\pmod {n}}}那么 {\displaystyle n} 就不是一个素数。这样的 {\displaystyle a} 称为 {\displaystyle n} 是合数的一个凭证（witness）。否则 {\displaystyle a} 可能是一个证明 {\displaystyle n} 是素数的“强伪证”（strong liar），即当{\displaystyle n}确实是一个合数，但是对当前选取的 {\displaystyle a} 来说上述两个式子均不满足，这时我们认为{\displaystyle n}是基于{\displaystyle a}的大概率素数。
每个奇合数 {\displaystyle n} 都有很多个对应的凭证 {\displaystyle a}，但是要生成这些 {\displaystyle a} 并不容易。当前解决的办法是使用概率性的测试。我们从集合 {\displaystyle (Z/nZ)^{*}} 中随机选择非零数 {\displaystyle a}，然后检测当前的 {\displaystyle a} 是否是 {\displaystyle n} 为合数的一个凭证。如果 {\displaystyle n} 本身确实是一个合数，那么大部分被选择的 {\displaystyle a} 都应该是 {\displaystyle n} 的凭证，也即通过这个测试能检测出 {\displaystyle n} 是合数的可能性很大。然而，仍有极小概率的情况下我们找到的 {\displaystyle a} 是一个“强伪证”（反而表明了 {\displaystyle n} 可能是一个素数）。通过多次独立测试不同的 {\displaystyle a}，我们能减少这种出错的概率。
对于测试一个大数是否是素数，常见的做法随机选取基数{\displaystyle a}，毕竟我们并不知道凭证和伪证在{\displaystyle [1,n-1]}这个区间如何分布。典型的例子是 Arnault 曾经给出了一个397位的合数{\displaystyle n}，但是所有小于307的基数{\displaystyle a}都是{\displaystyle n}是素数的“强伪证”。不出所料，这个大合数通过了 Maple 程序的isprime() 函数（被判定为素数）。这个函数通过检测 {\displaystyle a=2,3,5,7,11} 这几种情况来进行素性检验。

## 例子
假设我们需要检验 {\displaystyle n=221} 是否是一个素数。首先{\displaystyle n-1=220=(2^{2})*55}，于是我们得到了{\displaystyle s=2}和{\displaystyle d=55}.我们随机从{\displaystyle [1,n-1]}中选取{\displaystyle a}，假设{\displaystyle a=174}，于是有：
{\displaystyle a^{2^{0}d}{\bmod {n}}=174^{55}{\bmod {2}}21=47\not =1,-1}{\displaystyle a^{2^{1}d}{\bmod {n}}=174^{110}{\bmod {2}}21=220=-1}因为我们得到了一个 -1，所以要么{\displaystyle n=221}确实是一个素数，要么{\displaystyle a=174}是一个“强伪证”。我们再选取{\displaystyle a=137}，于是有：
{\displaystyle a^{2^{0}d}{\bmod {n}}=137^{55}{\bmod {2}}21=188\not =1,-1}{\displaystyle a^{2^{1}d}{\bmod {n}}=137^{110}{\bmod {2}}21=205\not =-1}即{\displaystyle a=137}是{\displaystyle n=221}为合数的一个凭证，而{\displaystyle a=174}是一个“强伪证”。
选取特定的整数可以在一定范围内确定（而非单纯基于概率猜测）某个整数是质数还是合数。对于小于{\displaystyle 2^{32}}的情形，选取{\displaystyle 2,7,61}共三个凭据可以做到这一点；对于小于{\displaystyle 2^{64}}的情形，选取{\displaystyle 2,325,9375,28178,450775,9780504,1795265022}共七个凭据可以做到这一点。

## 算法复杂度
这一算法可以被表示成如下伪代码：
```
Input #1
: 
n
 > 3, an odd integer to be tested for primality;

Input #2
: 
k
, a parameter that determines the accuracy of the test

Output
: 
composite
 if 
n
 is composite, otherwise 
probably prime
```

```
write 
n
 − 1 as 2
r
·
d
 with 
d
 odd by factoring powers of 2 from 
n
 − 1
WitnessLoop: 
repeat
 
k
 times:
   pick a random integer 
a
 in the range [2, 
n
 − 2]
   
x
 ← 
a
d
 mod 
n

   
if
 
x
 = 1 or 
x
 = 
n
 − 1 
then

      
continue
 WitnessLoop
   
repeat
 
r
 − 1 times:
      
x
 ← 
x
2
 mod 
n

      
if
 
x
 = 
n
 − 1 
then

         
continue
 WitnessLoop
   
return
 
composite

return
 
probably prime
```

使用模幂运算，这个算法的时间复杂度是{\displaystyle O(k\log ^{3}n)}，{\displaystyle k}是我们测试的不同的 {\displaystyle a} 的值。也就是说，这是一个高效的多项式时间算法。使用快速傅里叶变换能够将这个时间推进到 O(k log2n log log n log log log n) = Õ(k log2n).
如果我们加入最大公因数算法到上述算法中，我们有时候可以得到 {\displaystyle n} 的因数，而不仅仅是证明 {\displaystyle n} 是一个合数。例如，若 {\displaystyle n} 是一个基于{\displaystyle a} 的可能的素数，但不是一个大概率素数，则{\displaystyle \gcd((a^{d}{\bmod {n}})-1,n)}或{\displaystyle \gcd((a^{2^{r}d}{\bmod {n}})-1,n)}将得到 {\displaystyle n} 的因数。如果因式分解是必要的，这一{\displaystyle GCDs}算法可以加入到上述的算法中，代价是增加了一些额外的运算时间。
例如，假设 {\displaystyle n=341}，则{\displaystyle n-1=340=85*4}.于是{\displaystyle 2^{85}{\bmod {3}}41=32}，这也告诉我们 {\displaystyle n} 不是一个大概率素数，即 {\displaystyle n} 是一个合数。如果这个时候我们求最大公因数，我们可以得到一个{\displaystyle n=341}的因数：{\displaystyle \gcd((2^{85}{\bmod {3}}41)-1,341)=31}.这时可行的，因为{\displaystyle n=341}是一个基于2的伪素数，但不是一个“强伪素数”。

## 示例代码
下面是根据以上定义而使用Magma语言编写的“米勒-拉宾”检验程序。
```
function
 
ModPotenz
(
a,b,n
)

erg
:=
1
;

while
 
(
b
 
ne
 
0
)
 
do

       
b
,
 
rest
:=
Quotrem
(
b
,
2
);

       
if
 
(
rest
 
ne
 
0
)
 
then
 
erg
:=((
erg
*
a
)
 
mod
 
n
);
 
end
 
if
;

       
a
:=
 
(
a
^
2
 
mod
 
n
);

     
end
 
while
;

     
return
 
erg
;

end
 
function
;

;

function
 
Miller_rabin
(
n
)

  
if
 
(
n
 
mod
 
2
 
ne
 
0
)
 
then

  
d
:=
n
-
1
;
 
s
:=
0
;
t
:=
50
;

  
while
 
(
d
 
mod
 
2
)
 
eq
 
0
 
do

    
d
:=
d
 
div
 
2
;

    
s
:=
s
+
1
;

  
end
 
while
;

  
k
:=
0
;

  
while
(
k
 
lt
 
t
)
 
do

    
a
:=
Random
(
1
,
n
-
1
);

    
k
:=
k
+
1
;

    
if
 
GCD
(
a
,
n
)
 
ne
 
1
 
then

      
continue
;

    
end
 
if
;

    
x
:=
ModPotenz
(
a
,
d
,
n
);

    
if
(
x
 
ne
 
1
)
 
then

      
for
 
r
 
in
 
[
0
,
s
-
1
]
 
do

        
x
:=
ModPotenz
(
a
,
2
^
r
*
d
,
n
);

        
if
(
x
 
eq
 
(
n
-
1
))
 
then

           
return
 
"probably prime"
;

        
end
 
if
;

      
end
 
for
;

    
elif
 
(
x
 
eq
 
1
)
 
then

      
break
;

    
end
 
if
;

  
end
 
while
;

  
end
 
if
;

  
return
 
"composite"
;

end
 
function
;

```